# Connie Paraskevin-Young
Constance Anne „Connie“ Paraskevin-Young (* 4. Juli  1961 in Detroit, Michigan) ist eine ehemalige US-amerikanische Bahnradsportlerin und Eisschnellläuferin.
Ihren ersten nationalen Titel gewann Connie Paraskevin im Alter von zwölf Jahren, als sie US-amerikanische Meisterin ihrer Altersklasse im Bahnradsport wurde. Gleichzeitig übte sie Eisschnelllauf aus; 1978 belegte sie bei den Sprintweltmeisterschaften über 500 m zweimal den dritten Rang und kam in der Gesamtwertung auf Platz 5. Im Alter von 19 Jahren gehörte sie zum US-Olympiakader bei den Olympischen Winterspielen 1980, kam aber nicht zum Einsatz. Vier Jahre später nahm sie an den Olympischen Winterspielen 1984 in Sarajevo teil, konnte sich aber nicht erfolgreich platzieren.
Parallel dazu war Connie Paraskevin-Young als Bahnradsportlerin international erfolgreich; ihr Trainer war der ehemalige Radsportler Roger Young, den sie auch heiratete, Neben zehn nationalen Titeln errang sie viermal den Titel der Weltmeisterin im Sprint (1982, 1983, 1990 sowie 1994). Bei den Olympischen Spielen 1988 in Seoul errang sie eine Bronzemedaille im Sprint. In der Folge nahm sie noch an zwei weiteren Olympischen Spielen teil. Ihren Abschied vom Sport nahm sie nach den Spielen 1996 in Atlanta, in Anwesenheit von Familie und Freunden.
Neben ihren zahlreichen Erfolgen erregte Connie Paraskevin-Young auch deshalb viel Bewunderung, weil sie während ihrer ganzen Karriere unter großen gesundheitlichen Problemen litt.
2003 wurde Connie Paraskevin-Young in die United States Bicycling Hall of Fame aufgenommen. Sie ist als Trainerin sowie als Motivationsrednerin tätig; sie betreute unter anderem die Eisschnellläuferin Bonnie Blair, als diese einen Abstecher in den Bahnradsport machte. Sie gründete die Stiftung Connie Cycling Foundation, deren Ziel es ist, Kinder an den Radsport heranzuführen.